# 레인저 스카우트
《레인저 스카우트》(영어: Bushwhacked)는 미국에서 제작된 그레그 비먼 감독의 1995년 모험 코미디 영화이다. 대니얼 스턴 등이 출연하였고, 폴 시프 등이 제작에 참여하였다.

## 출연진
- 대니얼 스턴
- 존 폴리토
- 브래드 설리번
- 앤 다우드
- 앤서니 힐드
- 톰 우드
- 블레이크 배쇼프
- 코리 캐리어
- 마이클 갤리오타
- 맥스 골드블랫
- 재나 마이클스
- 마이클 P. 번
- 마이클 오닐
- 제인 모리스
- 폴 벤빅터
- 아트 에번스

## 기타 제작진
- 협력 제작: 다비드 위스니에비츠
- 미술: 마크 W. 맨스브리지, 샌디 버니지아노
- 의상: 메리 조프리스

## 우리말 녹음
KBS 성우진 (2002년 1월 1일)
- 이정구 - 맥스(대니얼 스턴)
- 조동희 - 파머(존 폴리토)
- 김창주 - 에릭슨(브래드 설리번)
- 성병숙 - 패터슨 부인(앤 다우드)
- 강구한 - 브래그던(앤서니 힐드)
- 이진화
- 한인숙
- 정옥주
- 김태웅
- 김은아
- 서광재
- 조진숙
- 구민선
- 변영희